# Louis Daguerre
Louis-Jacques-Mandé Daguerre, más conocido como Louis Daguerre (Cormeilles-en-Parisis, 18 de noviembre de 1787 - Bry-sur-Marne, 10 de julio de 1851), fue el primer divulgador de la fotografía, tras inventar el daguerrotipo, y trabajó además como pintor y decorador teatral.

## Orígenes
Educado en el seno de una familia acomodada, desde su juventud demostró una gran inclinación por el estudio de las letras y las artes. Daguerre recibió una educación muy elemental que terminó a los catorce años. A esta edad tuvo que empezar a ganarse la vida. De inteligencia natural y con una extraordinaria facilidad para el dibujo, Daguerre se empleó como aprendiz de arquitecto. Ahí aprendió a trazar planos y a hacer dibujo en perspectiva. Estas enseñanzas fueron de gran valor para su segunda ocupación, pues empezó a trabajar como aprendiz del célebre y famoso —en aquel tiempo— diseñador de escenarios para teatro y ópera Degoti. Tres años permaneció en este trabajo, antes de abandonarlo para ingresar como ayudante del escenógrafo más destacado del París de la época, Prevost. En esa ocupación Daguerre empezó a darse a conocer por sus trabajos, consagrándose entre los hombres más importantes del teatro. 

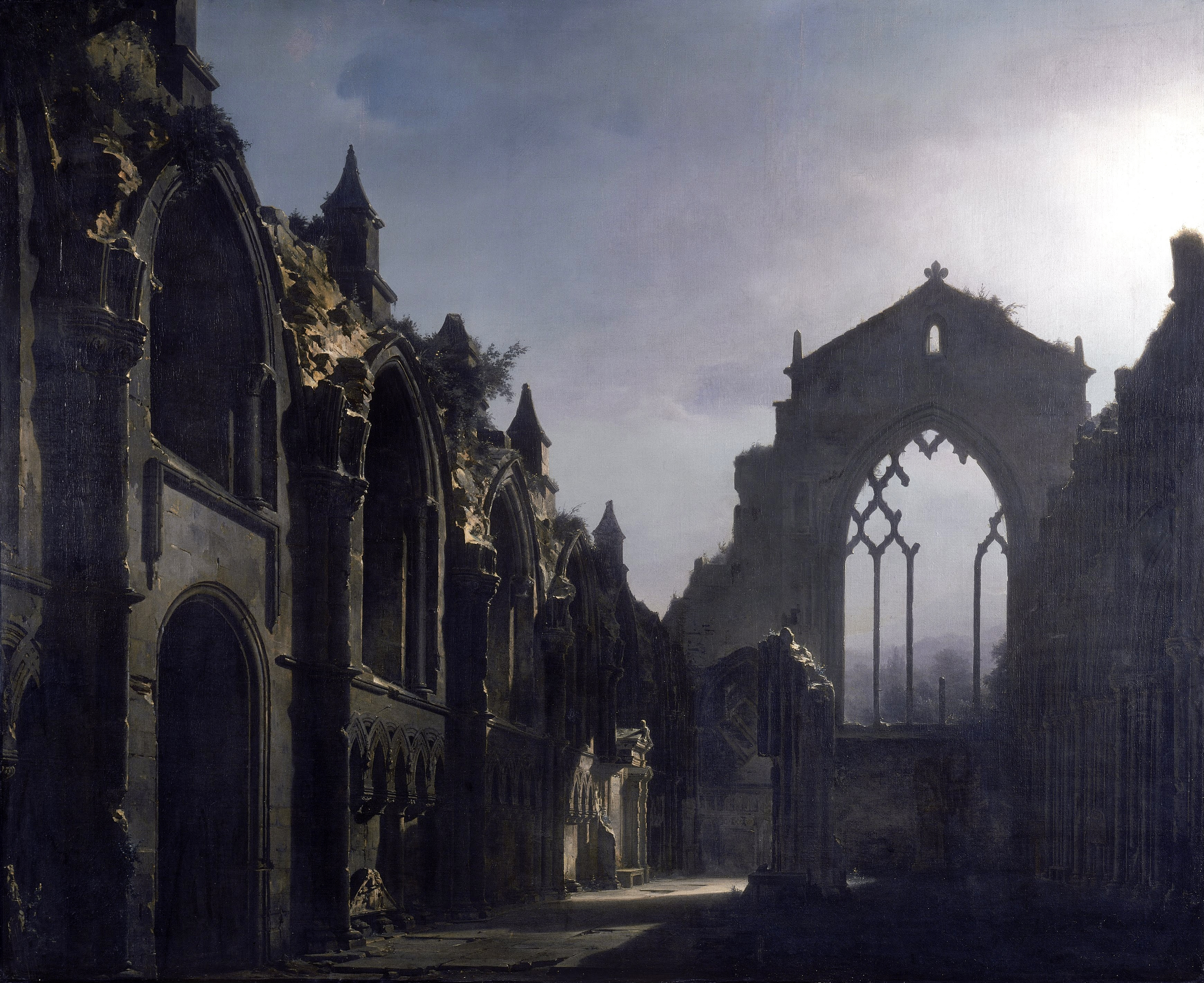
Ruinas de la capilla de Holyrood (Walker Art Gallery, Liverpool, 1824, 214 x 260 cm), es una muestra de la notable actividad como pintor de Daguerre, eclipsada por su posterior fama como uno de los pioneros de la fotografía. En este caso, la brillante textura, los colores sin matices y los contornos duros son muestra de cómo aún era posible usar tales técnicas tradicionales (frente a la impetuosidad de pincelada y la viveza de color del contemporáneo Delacroix), para expresar, sin embargo, uno de los temas más románticos.

Daguerre era un pintor de segunda fila en el París de la primera mitad del siglo XIX. No obstante, logró una de sus creaciones más espectaculares con el diorama "Misa del Gallo en Saint-Etienne-du Mont", por el realismo de su perspectiva.
Louis Daguerre pasará a la historia por inventar el diorama, instalación mediante la que se proporciona sensación de profundidad a las imágenes. Este invento despertó la atención del público parisino en un espectáculo que consistía en crear la ilusión al espectador de que se encontraba en otro lugar a través de imágenes enormes, que se podían mover y que se combinaban con un juego de luces y sonidos, etc., para que pareciese que el espectador estaba en situaciones como una batalla, una tempestad, etc. Para que todo esto fuera creíble, las pinturas debían ser muy realistas y por esta razón, a Daguerre le interesaba la aplicación del principio de la cámara oscura al Diorama.
Sus instalaciones llegaron a la Ópera de París y su éxito fue tal que fue condecorado con la Legión de honor (Francia).

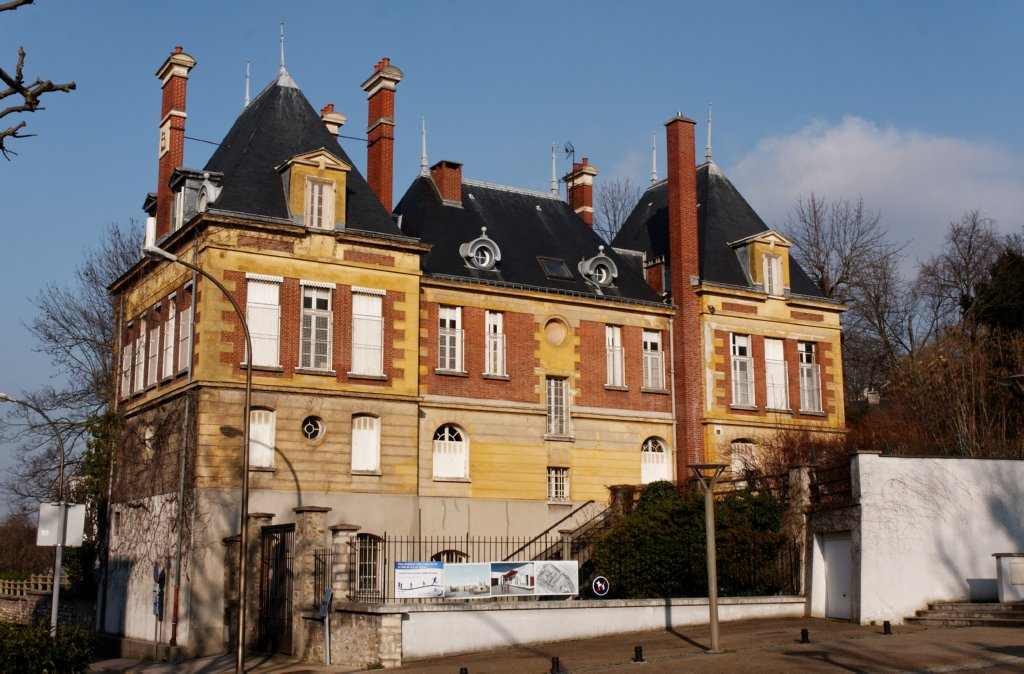
Casa de Louis Daguerre, donde el vivió entre 1839 y 1851 en Bry-sur-Marne.

## Diorama

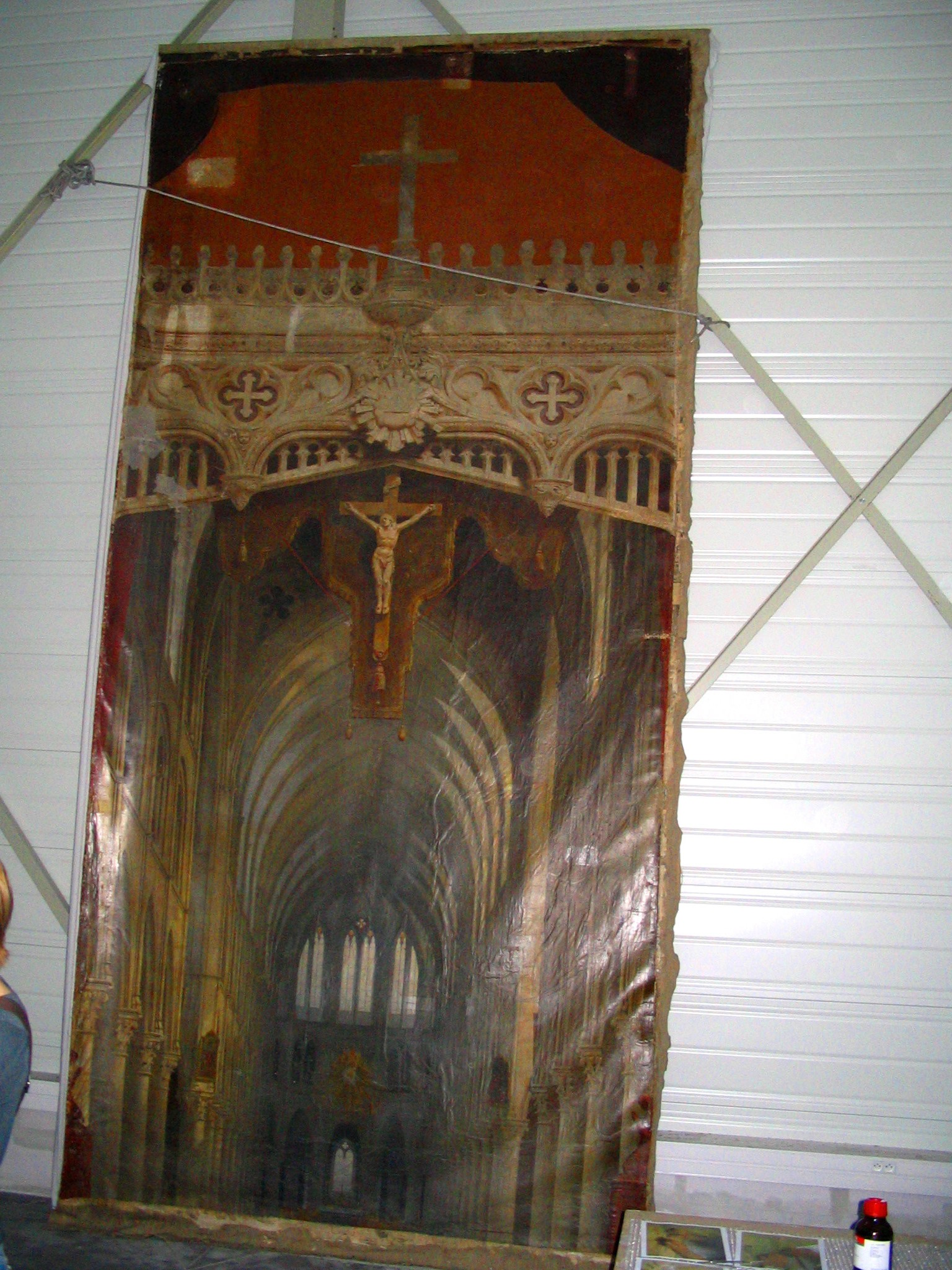
Panel central conservado de un diorama de Daguerre, en un taller de restauración de Bry-sur-Marne, septiembre de 2007.

El diorama fue un espectáculo visual diseñado por Daguerre en el que se mostraban unas imágenes de paisajes naturales, interiores de capillas u otras vistas mediante elaboradas técnicas escenográficas que incluían movimientos como el de las nubes o el de un sol que al pasar cambia las tonalidades del paisaje. Así, con juegos de luces, transparencias, efectos sonoros, elementos en relieve y otros efectos, se conseguía recrear con gran realismo distintos entornos.
Daguerre patentó su diorama en 1823, un año después de poner en marcha su primer espectáculo en París, en el que se mostraban dos paisajes recreados detalladamente en imágenes de 21,3 x 13,7 metros, visibles a través de un marco de 7,3 X 6,4 metros a 12 metros de distancia del espectador. Este espectáculo que cosechó éxitos durante casi veinte años, se presentaba en un edificio especialmente creado para la ocasión, con un palco de más de 300 espectadores. La zona del público estaba compuesta por unos asientos sobre una plataforma giratoria que, tras el visionado de la primera imagen, giraba hacia la segunda. El invento, como ocurriera con su Daguerrotipo (basado en el invento de Joseph Nicéphore Niépce), no es realmente suyo, sino que supo ver los deseos de un público que ya empezaba a reclamar espectáculos como ese, que realizaban desde antes, aunque en escala menor, otros diseñadores escénicos como Philippe-Jacques Loutherbourg (1740-1812) con su "Eidophusikon" o Franz Niklas König (1765-1832) con su “Diaphanorama”.

### Lista de dioramas
- D.20 Sermón dans l'eglise real de Santa Maria Nuova, à Monreale en Sicile.
- D.19 Inaugeration du Temple de Salomon.
- D.18 Eboulement de la Vallée de Goldau'.
- D.17 Une Messe de minuit un santo-Etienne-du-Mont.
- D.16 Le Bassin du central à Gand comercio.
- D.15 Vue de la Forêt Noire.
- D.14 Mont Blanc, prise de la Vallée de Chamouny.
- D.13 Le Tombeau de Napoléon; à Sainte-Hèlène.
- D.12 Le 28 juillet 1830 à l'Hôtel de Ville de París.
- D.11 Vue de Paris, prise de Montmartre.
- D.10 Le Déluge du Comienzo (que se muestra 4 de noviembre de 1829 al 31 de enero de 1831).
- D.7  Segunda muestra de la Ville d'Edimbourg, colgante l'Incendie.
- B.10 Campo Santo de Pise, por Bouton (1 de agosto de 1829 al 14 de mayo de 1830).

Actualmente, se le llama diorama al modelo tridimensional de paisaje que muestra acontecimientos históricos, naturaleza, ciudades, etc., usado para la educación o el entretenimiento, confeccionado con materiales o elementos en tres dimensiones, que conforman una escena de la vida real. Se ubican delante de un fondo curvo, pintado de manera tal que simule un entorno real y se completa la escena con efectos de iluminación. Se pueden representar animales, plantas, batallas, paisajes, etc.

## El daguerrotipo
Su segundo invento fue el daguerrotipo, el primer procedimiento fotográfico dado a conocer públicamente, en el año 1839, en París.

### Invento

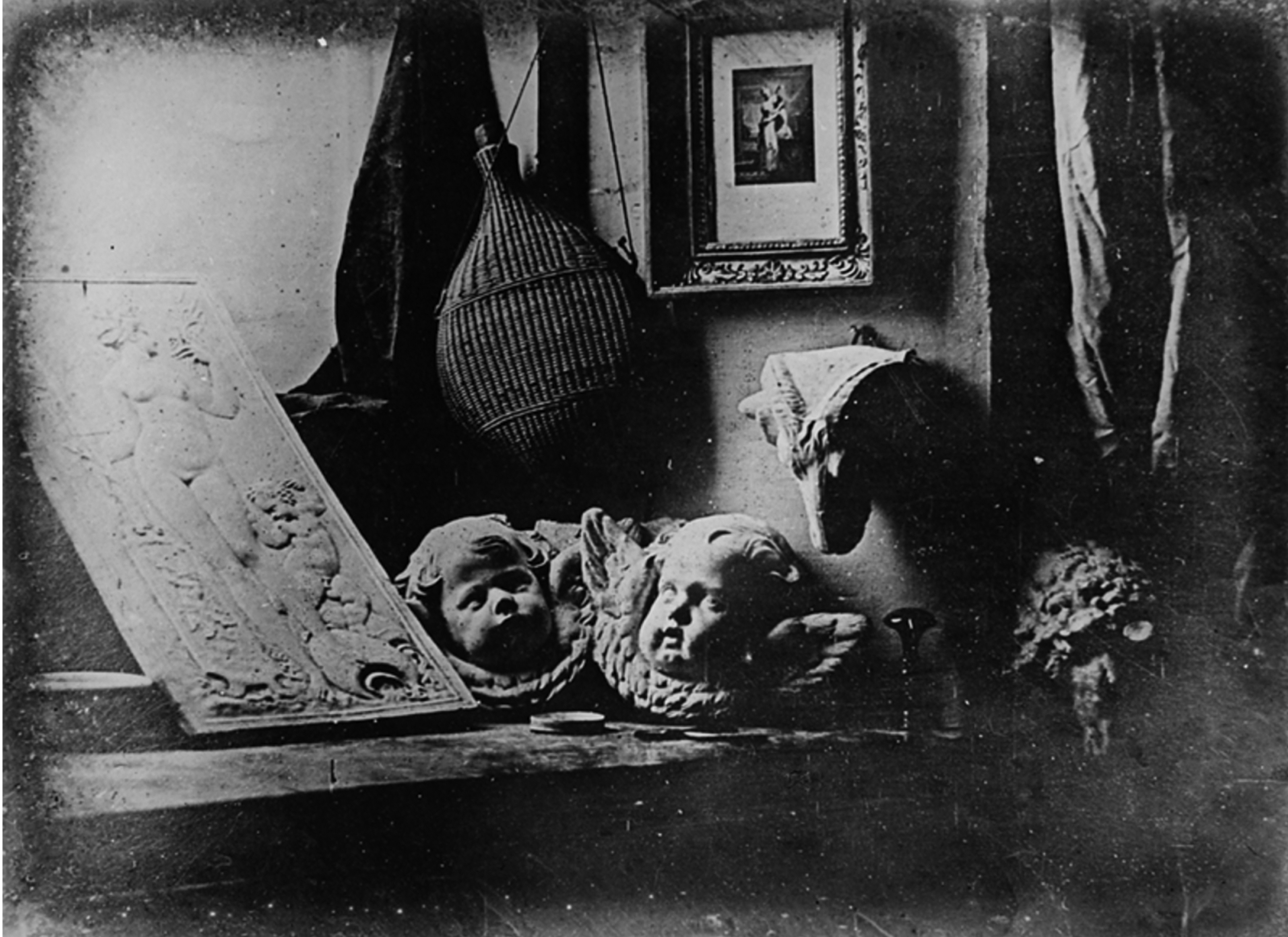
El taller del artista, daguerrotipo, 1837.

Daguerre seguía con sumo interés los descubrimientos que acerca de la fotografía se realizaban en aquella época. Utilizaba la cámara oscura para hacer maquetas de sus vastas composiciones, y empezó a ocuparse seriamente en reproducir sus trabajos. Hizo algunos ensayos con sustancias fosforescentes, pero la imagen era fugaz y visible tan solo en la oscuridad. Daguerre trabajó en numerosas ocasiones con el óptico Charles Chevalier quien lo puso en contacto con Joseph Nicéphore Niépce, al conocer los experimentos que este estaba realizando en la fijación de imágenes de la cámara oscura.
El 5 de diciembre de 1829 firmaron un contrato de sociedad, en el que Daguerre reconocía que Niepce "había encontrado un nuevo procedimiento para fijar, sin necesidad de recurrir al dibujo, las vistas que ofrece la naturaleza". Fueron varios días los que Daguerre y Niepce estuvieron trabajando juntos. Cada uno informaba al otro sobre sus trabajos, a veces con recelo, otras veces con más espontaneidad. Trabajaban con placas sensibles de plata, cobre y cristal. Hacían uso de vapores para ennegrecer la imagen.
Sin volver a verse, al morir Niépce en 1833, Daguerre continuó investigando. Más tarde, en 1835, hizo un descubrimiento importante por accidente. Puso una placa expuesta en su armario químico y encontró después de unos días, que se había convertido en una imagen latente, por efectos del mercurio que se evaporaba y actuaba como revelador.
Daguerre perfeccionó el daguerrotipo hasta 1838.
El daguerrotipo no permitía obtener copias, ya que se trata de una imagen positiva única. Además, los tiempos de exposición eran largos y el vapor de mercurio tenía efectos tóxicos para la salud.

### El fallecimiento de Niépce
En 1833 fallece Joseph Niépce sin que el invento se hiciera público y dos años más tarde, en 1835, Daguerre aprovecha los problemas económicos de Isidore, hijo de Joseph Niépce, para modificar el contrato suscrito, lo que supone que el nombre de Daguerre pase a aparecer por delante del nombre de Niépce, a cambio de que los derechos económicos del padre le sean reconocidos al hijo Isidore.
En ese mismo año se produce una tercera modificación del contrato que supone la desaparición del nombre de Niépce y que el procedimiento pase a llamarse «Daguerrotipo». Unos pocos años después, en 1838, Louis Daguerre tomaba en el Boulevard du Temple la primera fotografía, en la que aparece una persona. 
Daguerre perfeccionó el procedimiento fotográfico ensayado por Niépce. Utilizó placas de cobre plateado, sensibilizadas en vapores de yodo. Consiguió buenos revelados a partir de vapores de mercurio. Y fijó las imágenes en agua salada muy caliente. Estas fueron las tres grandes innovaciones de Daguerre. Como resultado obtuvo imágenes muy nítidas y de calidad permanente.

Daguerrotipo del Boulevard du Temple de París, en el año 1838, con dos personas en su zona inferior izquierda.

### Industrialización
Rápidamente en la ciudad de París en un año se hicieron 500 000 daguerrotipos. Daguerre, ayudado por su cuñado, consigue sacar al mercado la cámara llamada Daguerrotype, la cual era numerada y llevaba la firma de Daguerre. El manual explicativo del procedimiento del daguerrotipo fue traducido a los principales idiomas.

### Las primeras personas fotografiadas
En 1838 se tomó la que se cree es la primera fotografía de personas vivas. La imagen muestra una calle muy concurrida (el Boulevard du Temple parisino). Sin embargo, debido al largo tiempo de exposición para impresionar la imagen —alrededor de quince minutos en las horas de máxima irradiación—, no aparece el tráfico u otros transeúntes, pues se mueven demasiado rápido. Las únicas excepciones son un hombre y un chiquillo que limpiaba sus botas, que permanecieron en la misma posición durante el tiempo que tardó la exposición del daguerrotipo. Según la investigación de la historiadora Shelley Rice, el limpiabotas y su cliente son actores ubicados allí por Daguerre, quien previamente habría tomado otra fotografía del mismo lugar, notando la incapacidad de la técnica fotográfica de aquel momento para dejar registro de la intensa actividad humana de ese lugar.

### Presentación pública del invento
El 7 de enero de 1839, en la Academia de las Ciencias en París presentó públicamente el invento.
Posteriormente, el Estado francés compró el invento por una pensión vitalicia anual de 6000 francos para Daguerre y otra de 4000 francos para el hijo de Joseph Niépce, con el objetivo de poner a disposición de la ciudadanía el invento, lo cual permitió que el uso del daguerrotipo se extendiera por toda Europa y los Estados Unidos.

### Ventajas del daguerrotipo
Con la aportación de Daguerre, se consiguió reducir a un período comprendido entre los cinco y los cuarenta minutos el tiempo necesario para la toma de imágenes, frente a las dos horas necesarias con el procedimiento de Niépce, lo cual suponía un salto enorme en quince años.
A partir de este momento Daguerre comienza a trabajar en la mejora del procedimiento químico con el empleo del yoduro de plata y el vapor de mercurio, así como con la disolución del yoduro residual en una solución caliente a base de sal común.
De este mismo año es el daguerrotipo más antiguo conocido. Bajo el nombre de Composición nos encontramos ante un bodegón de diversos objetos que presenta una imagen más volumétrica, con mayor profundidad y mejores relieves.
Durante los años 1838 y 1839 se dedicó a promocionar el invento por diversos medios como su intento de crear una sociedad de explotación por suscripción pública que fracasó o las operaciones de tomas de vistas realizadas por las calles de París. Gracias a sus actuaciones logró contactar con François Aragó, científico y político liberal, quien en el año 1839 presentó ante la Academia de Ciencias Francesa públicamente el invento.
Daguerre logró un reconocimiento unánime por todo el mundo, recibiendo nombramientos de academias extranjeras y condecoraciones francesas y extranjeras, ocultando los verdaderos logros de Joseph Nicéphore Niépce como predecesor de sus investigaciones. Poco a poco la verdad se fue conociendo y finalmente acabó reconociendo las aportaciones de Niépce.

## Fallecimiento

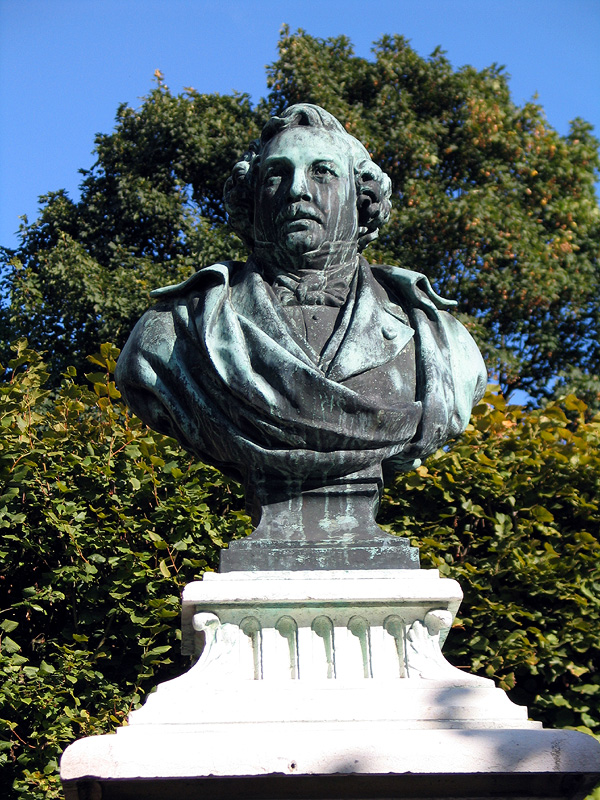
Monumento erigido a Daguerre en Cormeilles-en-Parisis.

Hasta la fecha de su muerte, el 10 de julio de 1851, en Bry sur Marne, se dedicó a la fabricación en serie de material fotográfico, junto a su cuñado Giroux, y a la organización de demostraciones en público del invento.

## Reconocimientos
- Oficial de la Legión de Honor.[2]
- Su nombre se encuentra grabado en la lista de 72 científicos de la Torre Eiffel.
- En 1935, la Unión Astronómica Internacional dio su nombre al cráter lunar Daguerre.
- En 1975, la cineasta Agnès Varda filma Daguerréotypes (1975), un homenaje a sus vecinos de la calle Daguerre en París y al inventor de Cormeilles-en-Parisis.
- El 19 de agosto de 2006 se le dedicó un monolito, en el Photomuseum (museo de la fotografía) de Zarauz (Guipúzcoa).[3]

## Obras artísticas de  Louis Daguerre

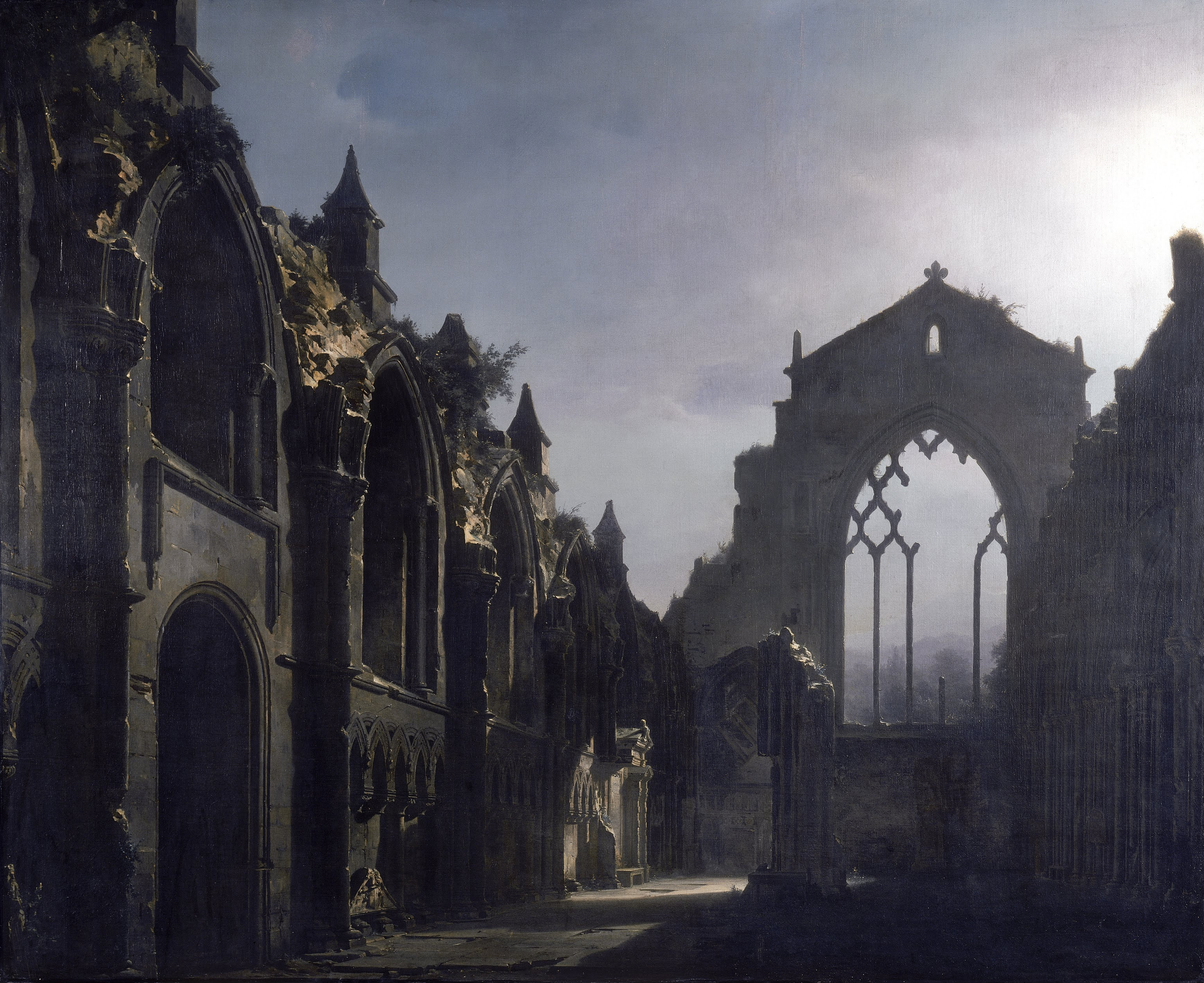
La ruinas de la capilla de Holyrood, pintura de Daguerre (1824).
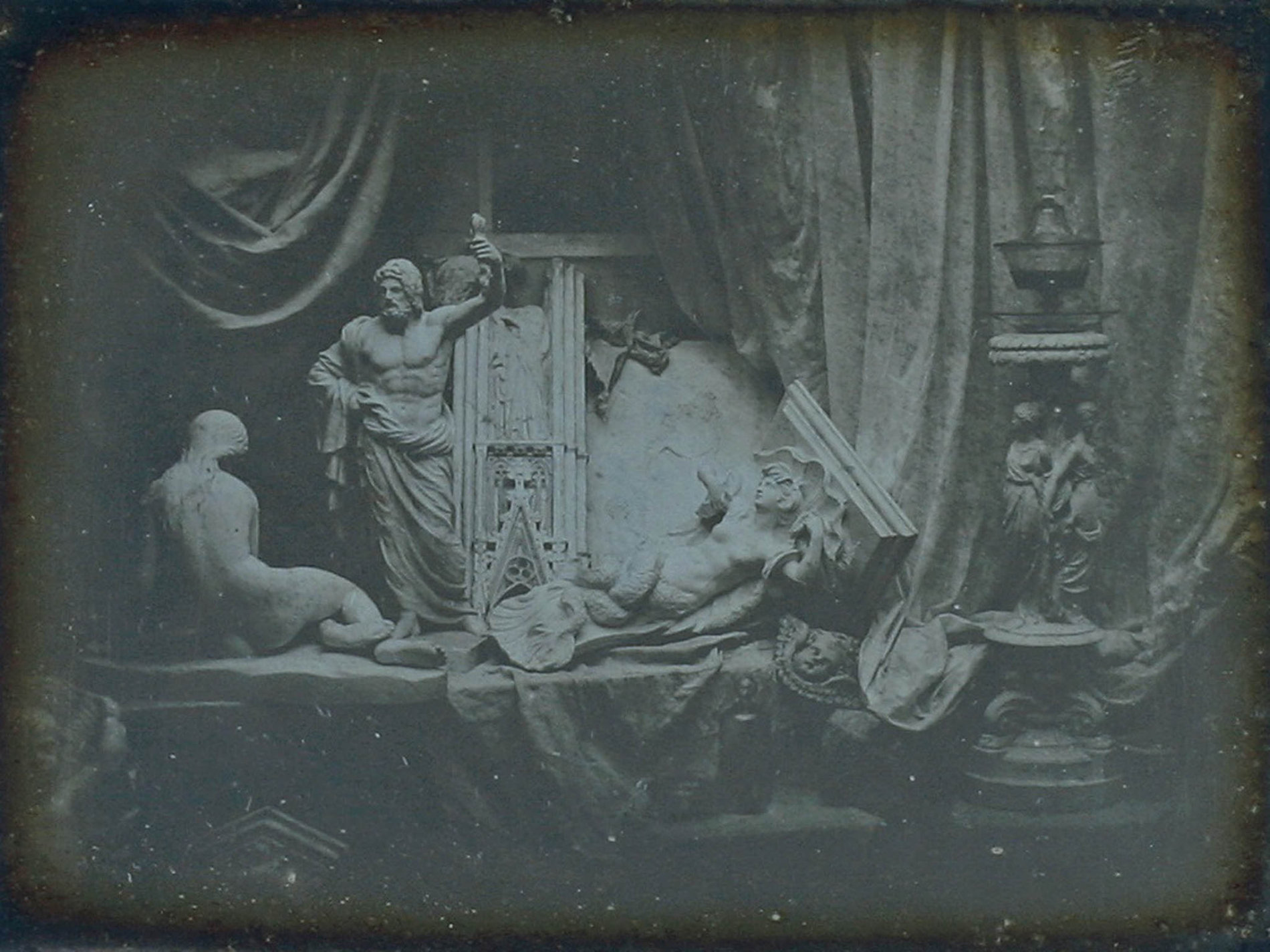
Still Life with Jupiter Tonans (1839)